# Fabrice Lhenry
Temple de la renommée français : 2018
Fabrice Lhenry (né le 29 juin 1972 à Lyon en France) est un gardien de but français de hockey sur glace devenu entraîneur.

## Carrière

### Carrière en club

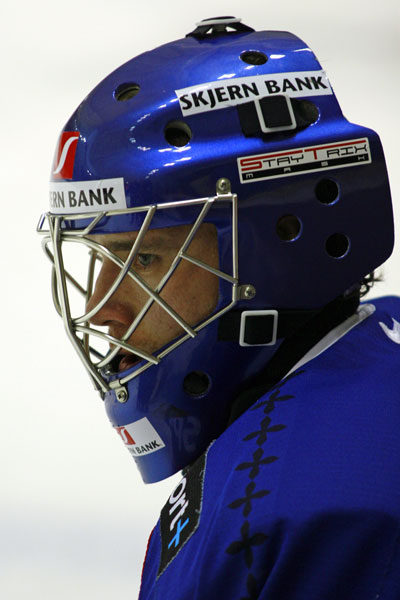

En 1989, il commence sa carrière avec les Aigles de Saint-Gervais en 2e division.
En 1992, il débute en 1re division avec les Huskies de Chamonix.
Il est champion de France avec les Albatros de Brest en 1997.
Il joue en DEL avec les Frankfurt Lions en 1997-1998 puis joue également en Serie A au HCJ Milano Vipers en 2000-2001.
Il est champion de Ligue Magnus avec les Scorpions de Mulhouse en 2005.
Entre 2005 et 2009, il évolue au Esbjerg fB Ishockey en Al-Bank ligaen.
Il joue avec les Dragons de Rouen de 2009 à 2015 et remporte quatre championnats consécutifs en 2010, 2011, 2012 et 2013.

### Carrière internationale
Il représente l'Équipe de France dans la catégorie senior de 1992 à 2015.

### Entraîneur
À l'issue de sa retraite de joueur, il devient entraîneur du club des Dragons de Rouen.

## Clubs successifs
Cette section présente la liste des équipes successives avec lesquelles Lhenry a joué :
- 1989-1991 : Aigles de Saint-Gervais (Nationale 1B / Division 1)
- 1991-1992 : Girondins de Bordeaux (Division 1)
- 1992-1996 : Huskies de Chamonix (Nationale 1 / Élite)
- 1996-1997 : Albatros de Brest (Nationale 1A)
- 1997-1999 : Lions de Francfort (DEL)
- 1999-2000 : Huskies de Chamonix (Élite)
- 2000-2001 : HCJ Milano Vipers (Serie A)
- 2001-2005 : Scorpions de Mulhouse (Super 16 / Ligue Magnus)
- 2005-2009 : Esbjerg fB Ishockey (Al-Bank ligaen)
- 2009-2015 : Dragons de Rouen (Ligue Magnus)

## Palmarès
- Avec les Huskies de Chamonix
  - Trophée Jean-Ferrand (Meilleur gardien de la ligue Magnus) :
    - 1996
- Avec les Albatros de Brest
  - Champion de France :
    - 1997
- Avec les Scorpions de Mulhouse
  - Trophée Jean-Ferrand :
    - 2002
    - 2003
    - 2004
    - 2005

  - Champion de France :
    - 2005
- Avec les Dragons de Rouen
  - Champion de France :
    - 2010
    - 2011
    - 2012
    - 2013
- Avec l'Équipe de France
  - Élu meilleur joueur des Mondiaux Junior B 1992
  - Élu meilleur gardien des Mondiaux Junior B 1992
  - Élu meilleur gardien des Mondiaux D1B 2003